# Sant Joan de Vilatenim
Sant Joan de Vilatenim és una església del municipi de Figueres (Alt Empordà) declarada bé cultural d'interès nacional.

## Descripció

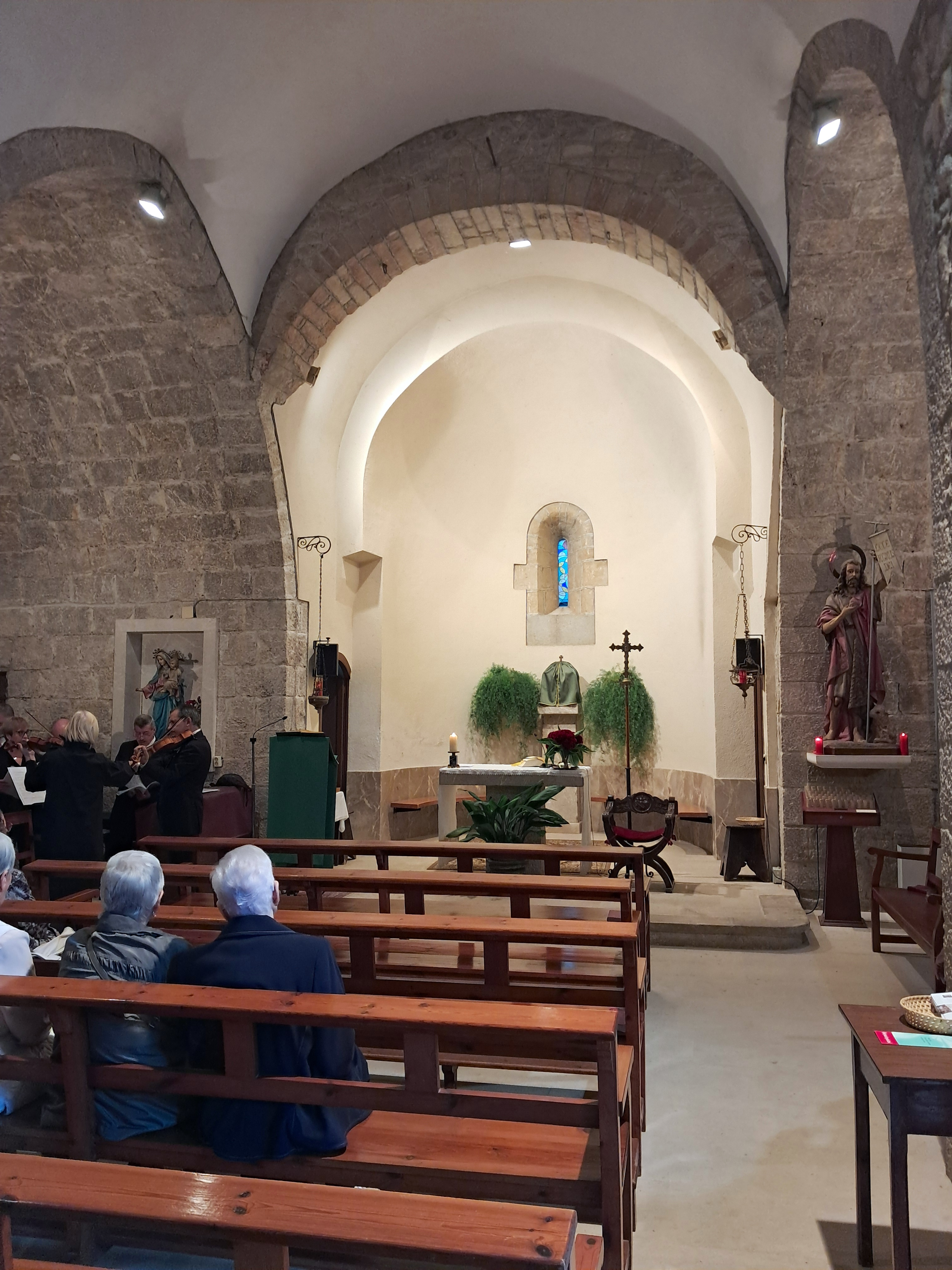

És un edifici situat a Vilatenim, actualment del terme municipal de Figueres. És una petita església amb una sola nau. La façana és la que podem veure a moltes esglésies del mateix estil a la comarca. Una porta amb arc de mig punt, una petita finestra a la part superior i un petit campanar construït, probablement, en èpoques posteriors. Interiorment és una església molt fosca, ja que la seva única obertura són la porta i la finestra de la façana.